# Nothocestrum brevifolium
Nothocestrum brevifolium är en potatisväxtart som beskrevs av Samuel Frederick Gray. Nothocestrum brevifolium ingår i släktet Nothocestrum och familjen potatisväxter. Inga underarter finns listade i Catalogue of Life.